# Astragalus jaskensis
Astragalus jaskensis es una especie de planta del género Astragalus, de la familia de las leguminosas, orden Fabales.

## Distribución
Astragalus jaskensis se distribuye por Irán.

## Taxonomía
Fue descrita científicamente por Maassoumi. Fue publicada en Gen. Astragalus Iran 5: 385 (33-34, 386-387) (2005).